# Жеча (Унечский район)
Жеча — поселок в Унечском районе Брянской области в составе Найтоповичского сельского поселения.

## География
Находится в центральной части Брянской области на расстоянии приблизительно 10 км на юг по прямой от районного центра города Унеча.

## История
Возник в 1931 как совхоз «Первое Мая». На карте 1941 года отмечен именно так. Нынешнее название связано с местной речкой

## Население
Численность населения: 15 человек (русские 100 %) в 2002 году, 8 в 2010.